# 上特劳布灵
上特劳布灵是德国巴伐利亚州的一个市镇。总面积24.83平方公里，总人口7824人，其中男性3892人，女性3932人（2011年12月31日），人口密度315人/平方公里。